# Porsche Museum
Il Porsche Museum è il museo ufficiale inaugurato nel 2009 dalla casa automobilistica Porsche nei pressi della sua sede di Stoccarda, sita in Porsche-Platz (quartiere di Zuffenhausen), al termine di alcuni anni di lavori.

## Esposizione

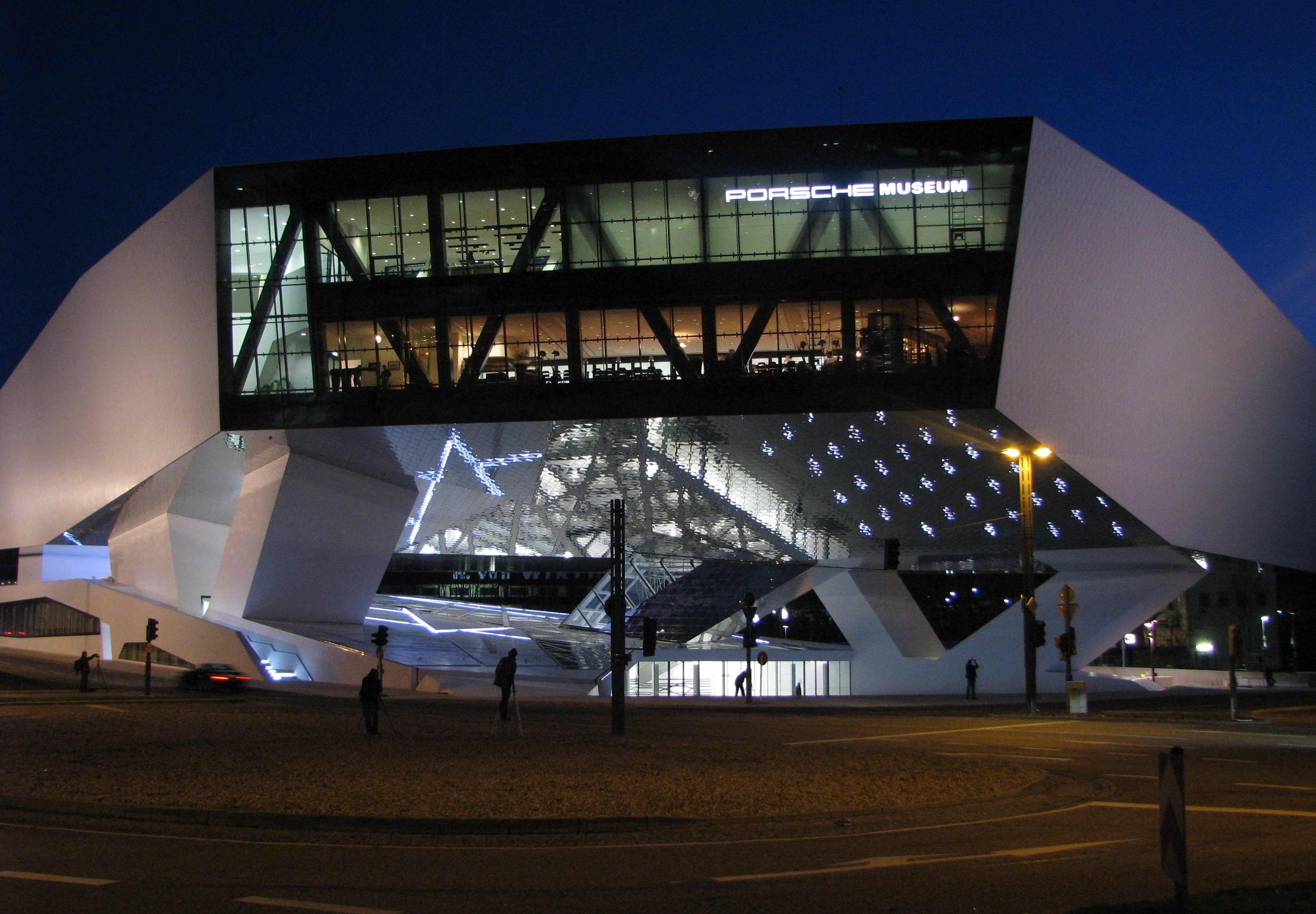
Entrata principale del museo da Porsche-Platz

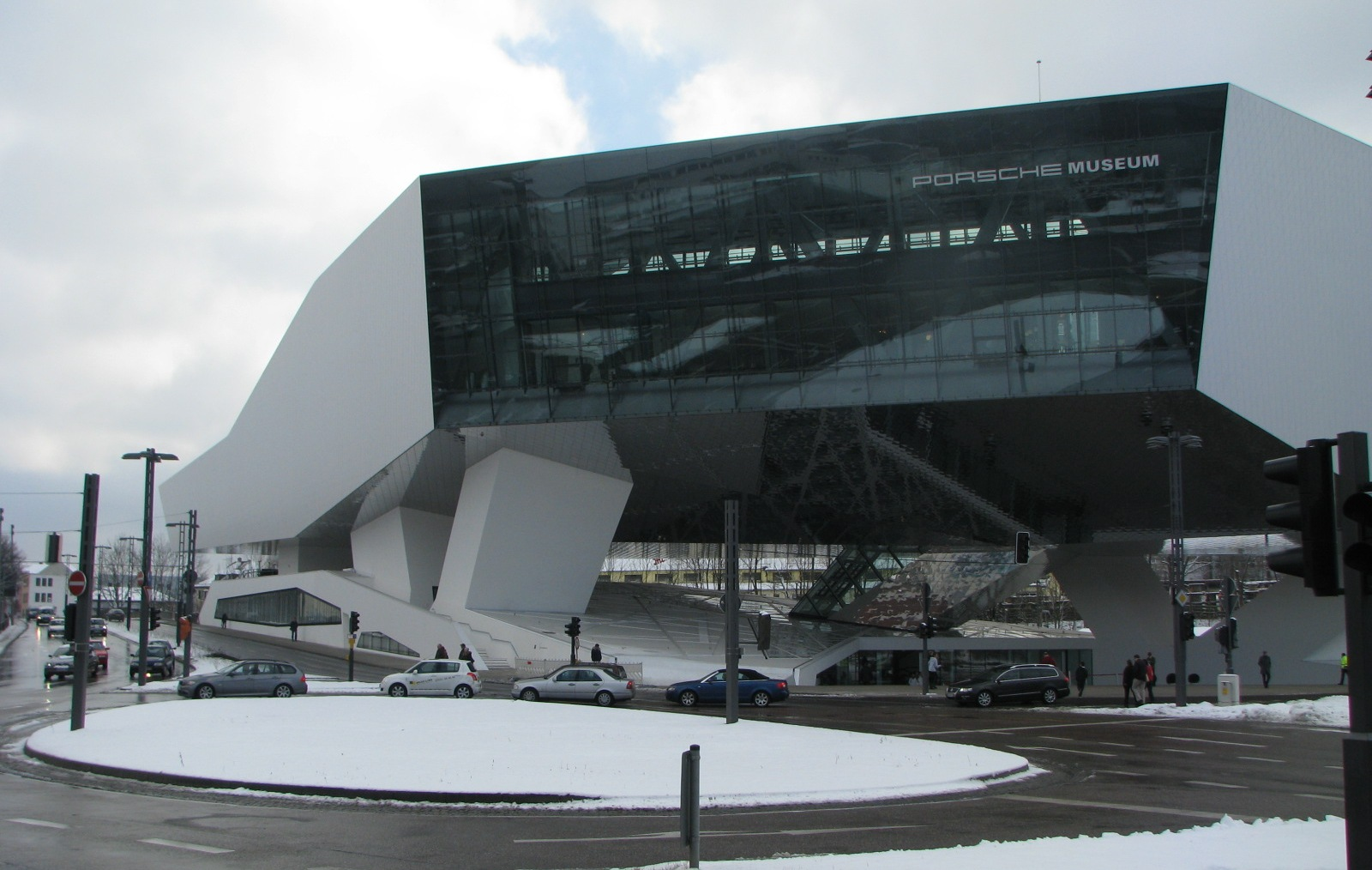
Vista invernale

Al momento dell'inaugurazione le sale museali di circa 5.600 metri quadrati ospitano circa 80 veicoli tra i più conosciuti nella storia della Casa, sia nell'ambito dell'automobilismo sportivo, sia in quello dei veicoli stradali, sia nel campo dei prototipi.
I modelli esposti vengono periodicamente sostituiti da altri al fine di garantirne l'esposizione presso altri musei o strutture siti nel resto del mondo: la collezione Porsche è infatti costituita da un numero di veicoli decisamente maggiore, che quindi non potrebbe trovare spazio all'interno del museo contemporaneamente.
Al piano terra, oltre ad un parcheggio coperto dove periodicamente vengono esposti veicoli (anche di altri marchi), sono presenti una caffetteria ed un negozio di souvenir a tema.
Il museo si trova a pochi metri dalla stazione di Stuttgart Neuwirtshaus (Porscheplatz).
Nel 2014 , Porsche AG ha deciso di integrare una scultura dell'artista Gerry Judah ispirata alla Porsche 911. La scultura, alta fino a 24 metri, è posta sulla Porscheplatz di fronte alla facciata del museo.
Un altro importante museo, sebbene decisamente più piccolo e di proprietà di un privato collezionista Porsche, è situato a Gmünd in Kärnten, località austriaca dove Ferdinand Porsche riprese le sue attività nel mondo dell'automobile al termine della seconda guerra mondiale, producendo la prima Porsche 356 (il museo peraltro è posto in una struttura diversa dalla vecchia sede Porsche).